# Judiciary Act del 1789
Il Judiciary Act of 1789 (conosciuto semplicemente come Judiciary Act, traducibile in italiano come “Legge sulla Magistratura”), è una legge federale statunitense, approvata da entrambe le camere del Congresso degli Stati Uniti fra il 12 giugno ed il 21 settembre 1789 e controfirmata dal presidente statunitense George Washington il 24 settembre dello stesso anno. 
L’atto prevede ancora oggi, sebbene sia stato ormai emendato varie volte (7 in via ordinaria ed una alterando un principio costituzionale ad esso indirettamente riferito, con l’XI emendamento), una serie di disposizioni in merito all’istituzione ed all’organizzazione della magistratura federale ed alla sua giurisdizione.
Esso infatti, era una legge attuativa dell'Articolo III, Sezione 1 della Costituzione, il quale prescriveva che "Del potere giudiziario degli Stati Uniti", sarebbero state investite "un'unica Corte Suprema" (organizzata già col suddetto articolo) "e talune Corti inferiori", su cui invece avrebbe peso, insieme alle relative procedure giudiziarie, una riserva di legge.
Oltre ad essere stata una fondamentale legge dell’ordinamento statunitense, essa è altresì stata oggetto, per via di alcune disposizioni, di importanti casi giudiziari, come Marbury contro Madison (che ha stabilito, tramite la dichiarazione di incostituzionalità della sez. 13, il potere di judicial review), o le sentenze Swift contro Tyson ed Erie Railroad Co. contro Tompkins (in ottica di interpretazione della sez. 34 sul diritto statale applicabile nelle dispute di origine statali ma a giurisdizione federale).

## Eventi antecedenti
Durante i dibattiti per la definizione del testo costituzionale in seno al Congresso della confederazione, l'esistenza di una magistratura federale separata divenne presto materia controversa, e rimase così anche nei successivi dibattiti di ratifica nei vari Stati, dato che gli anti-federalisti avevano presto denunciato il potere giudiziario come potenziale strumento di tirannia nazionale.
In virtù di ciò, anche dopo la ratifica (acconsentita con la promessa di una successiva rapida approvazione della Carta dei Diritti), alcuni oppositori di una magistratura forte hanno esortato a limitare il sistema giudiziario federale ad una Corte suprema ed eventualmente a giudici competenti nel diritto della navigazione. Il Congresso, tuttavia, decise di non dare seguito a queste richieste, istituendo il moderno sistema attuale e creando così un braccio per l'applicazione delle leggi nazionali all'interno di ogni stato.

## Disposizioni

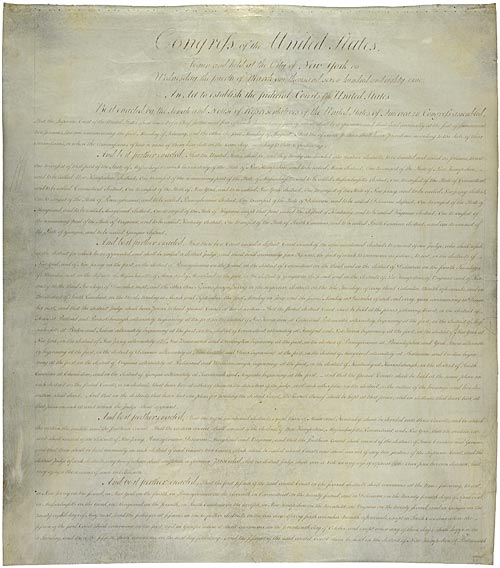
Prima pagina dell’atto originale.

La legge ha apportato, grazie alle sue numerose disposizioni, una serie di norme in vari ambiti del sistema giudiziario. Di seguito le maggiori, divise per materia:

### Corte suprema
Nei riguardi della Corte suprema degli Stati Uniti, poiché la Costituzione non né stabilì mai il numero, la legge andò a definire il numero dei suoi giudici a sei: un giudice capo e cinque giudici associati (poi successivamente innalzati agli otto di oggi).
Di seguito il testo:
(Judiciary Act (1789))
In aggiunta, venne attribuita alla Corte Suprema, secondo quanto definito dalla legge fondamentale, Giurisdizione originaria “esclusiva” su tutte le azioni civili tra Stati, o tra uno stato e gli Stati Uniti, nonché su tutte le cause ed i procedimenti presentati contro gli ambasciatori e altro personale diplomatico; mentre giurisdizione originaria, ma non esclusiva, su tutti gli altri casi in cui uno stato era parte e su tutti i casi presentati da un ambasciatore. 
Alla Corte, poi, è stata anche conferita la giurisdizione d'appello sulle decisioni dei tribunali dei vari circuiti federali, nonché sulle decisioni dei tribunali statali che ritengano invalido qualsiasi statute o trattato internazionale degli Stati Uniti; o che ritengano valida qualsiasi legge o pratica statale che sia stata contestata come incoerente con la Costituzione federale, i trattati o le leggi; o respingere qualsiasi affermazione fatta da una parte ai sensi di una disposizione della Costituzione federale, dei trattati o delle leggi, secondo i principi di judicial review.

### Corti inferiori e organizzazione

Mappa degli attuali circuiti e distretti federali degli Stati Uniti.

Oltre alle disposizioni sulla massima Corte, la legge ha anche creato 13 distretti giudiziari di primo livello (chiamati Circuits) all'interno degli 11 stati che avevano originariamente ratificato la Costituzione, con la Carolina del Nord ed il Rhode Island aggiunti successivamente nel 1790 e gli altri stati, man mano che venivano ammessi, tramite i vari emendamenti alla legge, di cui l’ultimo nel 1925 che ha definito la composizione attuale. Al di sotto di questi, poi, sono stati istituiti dei distretti di secondo livello (chiamati Districts), per gestire ulteriormente il sistema ed amministrare efficientemente la giustizia.
Originariamente, dunque, ogni stato era compreso in un distretto ed in un circuito, ad eccezione di Virginia e Massachusetts, ognuno dei quali comprendeva due distretti, poiché il Massachusetts era diviso nel Distretto del Maine (che allora ne faceva partes) e nel Distretto del Massachusetts vero e proprio (che copriva il moderno Stato) e Virginia era divisa nel Distretto del Kentucky (che allora faceva parte della Virginia) e nel Distretto della Virginia vero e proprio (che copriva l'odierna Virginia Occidentale e Virginia).
Da qui dunque, definita la territorialità di tali suddivisioni, è stato istituito un tribunale federale distrettuale di prima istanza in ogni distretto e un tribunale federale superiore in ogni circuito giudiziario, con funzioni d’appello. In Maine e Kentucky, poiché nacquero solo posteriormente dalla scissione da altri Stati, i tribunali distrettuali hanno esercitato per molto tempo gran parte della giurisdizione dei tribunali di circuito).
Nei riguardi dell’organizzazione, i tribunali di circuito, comprendevano un giudice distrettuale e (inizialmente) due giudici della Corte Suprema, i quali supervisionavano l’operato del proprio circuito direttamente, avendo giurisdizione originale su crimini gravi e cause civili di almeno 500 dollari che coinvolgevano giurisdizioni statali diverse o gli Stati Uniti come querelante, sia in common law che in equity (successivamente sono rimasti supervisori, ma non siedono più nel collegio e sono stati sostituiti da giudici ad hoc nominati dal Presidente). 
I tribunali di circuito avevano altresì giurisdizione d'appello sui tribunali distrettuali, i quali avevano a loro volta giurisdizione. I tribunali distrettuali a giudice unico avevano giurisdizione principalmente su casi di diritto della navigazione, piccoli crimini e cause da parte degli Stati Uniti per almeno 100 dollari.

### Ufficio del Procuratore Generale e Procuratori locali
L’atto, infine, ha anche creato l'Ufficio del Procuratore Generale (che svolge anche le funzioni di ministro della giustizia), la cui responsabilità principale è quella di rappresentare gli Stati Uniti dinnanzi alla Corte Suprema. 
La legge ha infine creato anche un ufficio del procuratore e della polizia giudiziaria federale per ogni distretto giudiziario.